# Glenea quinquevittata
Glenea quinquevittata é uma espécie de escaravelho da família Cerambycidae. Foi descrita por Per Olof Christopher Aurivillius em 1926 e está conhecida a sua existência nas Filipinas.

## Subespecie
- Glenea quinquevittata fuscotibialis Breuning, 1964
- Glenea quinquevittata quinquevittata Aurivillius, 1926